# Atacadão
Atacadão é uma rede brasileira de supermercados atacado-varejista, pertencente ao Grupo Carrefour Brasil.
Além do Brasil, o modelo foi exportado para a Argentina, Marrocos, Romênia, França, Tunísia, Egito e Espanha, em alguns destes países com as bandeiras Carrefour Cash & Carry, Supeco e Carrefour Maxi. Algumas unidades contam com serviços, como: Atacadão Posto e Atacadão Drogaria.
Sua atuação no Brasil está em todos os estados brasileiros e no Distrito Federal. Possui mais de 380 lojas de autosserviço e mais de 34 atacados/centros de distribuição espalhados pelo Brasil.
Seu modelo de negócios mistura dois formatos: o autosserviço de atacado (cash & carry) e o atacado de entrega, atendendo tanto clientes pessoa física quanto pequenos e médios comerciantes. Essa estrutura permite uma operação enxuta, com foco em produtos de alto giro e preços agressivos, principalmente voltados para as classes C e D.
Em 12 de abril de 2025, a empresa completou 63 anos de história com mais de 70 mil colaboradores.

## História

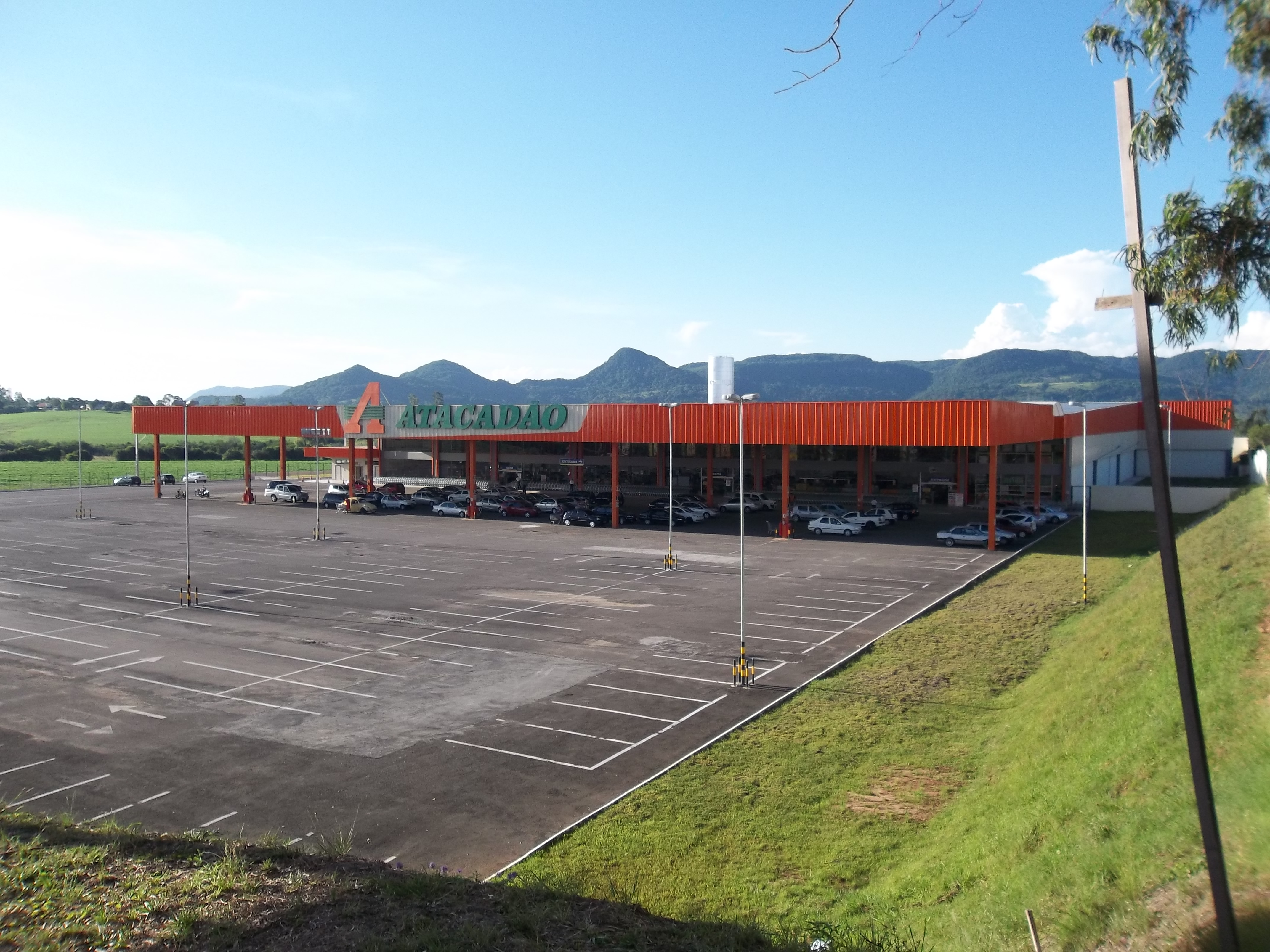
Atacadão de Santa Maria, no Rio Grande do Sul. Supermercado situado entre os bairros São José e Camobi.

O Atacadão foi fundado em 1962, na cidade de Maringá no Paraná, por Alcides Parizotto, que esteve no comando da rede até 1991, ano em que saiu da organização, e em que a empresa foi adquirida posteriormente pela família Lima e os executivos Farid Curi e Herberto Uli Schmeil, quando foi comprado em 2007 pelo Grupo Carrefour por R$ 2,2 bilhões de reais.
Em janeiro de 2023, o Carrefour anunciou que mudaria uma de suas lojas na comuna de Sevran, França, como parte de sua estratégia de focar na população de baixo poder aquisitivo. Em 16 de janeiro, prefeito da cidade, Stéphane Blanchet, chamou a escolha da Carrefour de desastrosa. Nos meses seguintes, a prefeitura lançou um abaixo-assinado, promoveu discussões e marcou uma manifestação para o dia 11 de março. Mas o prefeito da cidade de Aulnay-sous-Bois, Bruno Beschizza, abraçou a ideia, porém a população da comuna também lançou um abaixo-assinado. Mesmo com os abaixo-assinados da população desta comuna francesa, a primeira loja francesa do Atacadão foi inaugurada no dia 20 de junho de 2024, em Aulnay-sous-Bois.

## Expansão
Desde sua aquisição pelo Grupo Carrefour em 2007, o Atacadão tem protagonizado uma das maiores expansões do varejo alimentar no Brasil. A rede está presente em todos os 26 estados brasileiros e no Distrito Federal, consolidando uma cobertura nacional robusta.
Até o final de março de 2025, o Atacadão operava com 380 lojas de autosserviço (Cash & Carry) e 34 unidades de atacado de entrega, totalizando 414 unidades. Somente em 2024, foram abertas 14 novas lojas de C&C, o que representa uma expansão de +2,7%. Isso contribuiu para o aumento da área total de vendas da bandeira Atacadão para mais de 1,88 milhão de metros quadrados, consolidando sua liderança em escala e capilaridade. 
A estratégia de expansão foi fortemente impulsionada por duas aquisições de grande relevância no mercado nacional:
- Em 2020, o Atacadão anunciou a aquisição de 30 lojas da rede Makro no Brasil, presentes em diversos estados. As unidades foram convertidas para o formato Atacadão, com melhorias operacionais e foco em maturação acelerada.
- Em 2021, o Grupo Carrefour Brasil concluiu a compra do Grupo BIG (ex-Walmart Brasil), incorporando bandeiras como Big, Super Bompreço e Nacional. Como parte do plano de sinergias, diversas dessas lojas foram convertidas para o formato Atacadão, com desempenho destacado: as lojas convertidas apresentaram crescimento LfL de +14,3% em 2024 e continuam superando os níveis históricos do portfólio tradicional.

A expansão do Atacadão não se limita ao crescimento físico. A empresa também investe na digitalização de canais, com o e-commerce representando 9,3% das vendas em 2025, e na ampliação de serviços nas lojas (padaria, açougue, fatiados), hoje presentes em mais de 170 unidades, o que reforça sua competitividade também no canal B2C.

## Tipos de lojas
A rede trabalha com dois formatos de lojas:
- Autosserviço: destinado a consumidores em geral e pequenos e médios comerciantes;
- Central de distribuição/atacados: destinado a grandes empresas, comerciantes e grandes lojistas.

## Aquisição da rede Makro pelo Carrefour

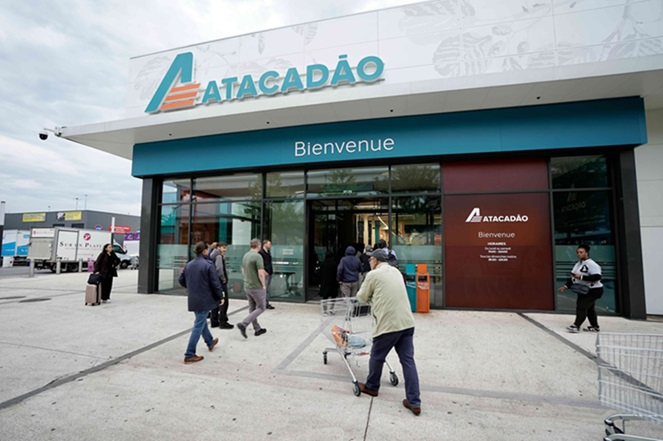
Loja do Atacadão inaugurada na França em 2024

Em 2020 a rede varejista Carrefour adquiriu 29 lojas da Makro, visando aumento na participação de mercado do Atacadão. A aquisição custou R$ 1,95 bilhão de reais ao Carrefour e incluiu no pacote 14 postos de gasolina. A transação permitiria a expansão da presença do Atacadão no Rio de Janeiro e no Nordeste.